# Vuelo 4128 de Alitalia
El vuelo 4128 de Alitalia fue un vuelo regular desde el Aeropuerto de Roma Fiumicino, en Roma, Italia, al Aeropuerto Internacional de Palermo en Palermo, Italia, con 129 personas a bordo. El 23 de diciembre de 1978, el McDonnell Douglas DC-9-32 de 10 años y 6 meses se estrelló en el Mar Tirreno a unos 3 km (1,9 nmi) al norte de Palermo mientras efectuaba la aproximación. 

## Accidente
El accidente fue atribuido a que la tripulación creía estar más cerca de la pista de lo que en realidad estaba, y por ende efectuaron un descenso prematuro. La parte inicial de la aproximación fue instrumental hasta que el vuelo se situó a dos millas del aeropuerto internacional de Palermo. La tripulación entonces detuvo el descenso a unos 150 pies sobre el nivel del mar, cuando intentó localizar el espacio de aproximación final, pensando que estaban más cerca de la pista al ver las luces del aeropuerto. En los nueve segundos finales el avión voló sobre el nivel del mar a 150 nudos, entonces por culpa del viento, el avión perdió su altitud e impactó contra el agua con su ala derecha. Veintiún pasajeros sobrevivieron y fueron rescatados por barcos de pesca cercanos.